# Korea Północna na Zimowych Igrzyskach Olimpijskich 1972
Koreę Północną na Zimowych Igrzyskach Olimpijskich 1972 reprezentowało sześć zawodniczek (same kobiety), które wystartowały tylko w jednej dyscyplinie - łyżwiarstwie szybkim. Był to drugi start reprezentacji Korei Północnej na zimowych igrzyskach olimpijskich.

## Skład kadry

### Łyżwiarstwo szybkie
Kobiety
| Zawodnik     | Konkurencja   | Konkurencja   | Konkurencja    | Konkurencja    | Konkurencja    | Konkurencja    | Konkurencja    | Konkurencja    |
| Zawodnik     | Bieg na 500 m | Bieg na 500 m | Bieg na 1000 m | Bieg na 1000 m | Bieg na 1500 m | Bieg na 1500 m | Bieg na 3000 m | Bieg na 3000 m |
| Zawodnik     | Czas          | Miejsce       | Czas           | Miejsce        | Czas           | Miejsce        | Czas           | Miejsce        |
| ------------ | ------------- | ------------- | -------------- | -------------- | -------------- | -------------- | -------------- | -------------- |
| Choi Dong-ok |               |               | 1:36,67        | 27.            |                |                |                |                |
| Han Pil-hwa  |               |               | 1:33,79        | 12.            | 2:25,64        | 13.            | 5:07,24        | 9.             |
| Kim Bok-soon |               |               |                |                | 2:25,48        | 12.            | 5:07,93        | 11.            |
| Kim Myung-ja |               |               |                |                | 2:32,55        | 29.            |                |                |
| Kim Ok-soon  |               |               |                |                |                |                | 5:09,69        | 13.            |
| Tak In-suk   | 55,80         | 28.           | 1:35,38        | 20.            |                |                |                |                |